# Dymitr (Dobrosierdow)
Dymitr, imię świeckie Iwan Iwanowicz Dobrosierdow (ur. 10 stycznia?/22 stycznia 1864 w Pachotnym Ugole, zm. 21 października 1937 na poligonie Butowo) – rosyjski biskup prawosławny, święty nowomęczennik.

## Życiorys
Był synem kapłana prawosławnego. W 1885 ukończył seminarium duchowne w Tambowie i przez cztery lata pracował jako nauczyciel. 6 maja 1899, po wcześniejszym zawarciu małżeństwa, został wyświęcony na kapłana i skierowany do pracy duszpasterskiej w cerkwi św. Mikołaja w Mamontowie. Był także kierownikiem szkoły parafialnej działającej we wsi.
Przed 1894 żona i dzieci duchownego zmarły, co skłonił go do wyjazdu z guberni tambowskiej. Rozpoczął wyższe studia teologicznej w Moskiewskiej Akademii Duchownej, które pomyślnie ukończył w 1898. Został następnie kapłanem przy cerkwi IV gimnazjum w Moskwie. W grudniu 1908 kapłan złożył wieczyste śluby mnisze w Pustelni św. Zozyma i Smoleńskiej Ikony Matki Bożej, otrzymał natychmiast godność archimandryty, po czym objął stanowisko proboszcza cerkwi Dwunastu Apostołów w Moskwie.
18 maja 1914 w soborze Zaśnięcia Matki Bożej na Kremlu moskiewskim miała miejsce jego chirotonia na biskupa możajskiego, wikariusza eparchii moskiewskiej. Tradycyjnie został również przełożonym monasteru św. Sawy Storożewskiego. W 1923 powierzono mu zarząd eparchii stawropolskiej, lecz pod naciskiem zwolenników Żywej Cerkwi, którzy przejęli niemal wszystkie parafie eparchii, musiał wyjechać ze Stawropola i ponownie udać się do Moskwy. We wrześniu przeniesiono go do eparchii tambowskiej jako wikariusza, z tytułem biskupa kozłowskiego. Faktycznie hierarcha zarządzał jako locum tenens całą administraturą. W eparchii tambowskiej w zdecydowany sposób zwalczał ruch Żywej Cerkwi, cieszył się znacznym autorytetem wśród ludności. Władze radzieckie od 1925 zaczęły wywierać na niego naciski, by wyjechał z Kozłowa. Kilkakrotnie był przesłuchiwany w OGPU i ostatecznie aresztowany w czasie wyjazdu do Siergijew Posadu. Spędził tydzień w więzieniu na Łubiance w Moskwie, po czym został zwolniony z nakazem powrotu do Kozłowa. Tam hierarcha został uwięziony ponownie i przewieziony do więzienia w Tambowie, gdzie przebywał rok. Wyjechał wówczas do Moskwy i służył w różnych cerkwiach w mieście.
Od 1929 do 1932 zarządzał eparchią kostromską, w tm samym czasie w 1930 roku równolegle kierował eparchią stalingradzką. W 1932 otrzymał godność arcybiskupią i został wyznaczony do objęcia katedry piatigorskiej. Od 1933 do 1934 kierował eparchią kałuską i borowską. W 1934 otrzymał godność biskupa możajskiego, wikariusza eparchii moskiewskiej i przez kolejne trzy lata żył w Moskwie przy cerkwi św. Eliasza.
29 września 1937 został aresztowany pod zarzutem prowadzenia systematycznej agitacji antyradzieckiej i uczestnictwa w organizacji kontrrewolucyjnej. Razem z nim zatrzymani zostali archimandryta Ambroży (Astachow), ihumen Pachomiusz (Turkiewicz), mniszka Tatiana (Biesfamilna), ks. Jan Chrienow oraz świeccy: Mikołaj Rejn, Bazyli Jefimow, Maria Wołnuchina i Nadzieja Ażgieriewicz. Był przetrzymywany na Butyrkach. 17 października 1937 duchowny oraz wszyscy z nim aresztowani zostali skazani na śmierć przez rozstrzelanie, zaś cztery dni później straceni na poligonie Butowo i tam pochowani w zbiorowym grobie. 
W 2000 kanonizowany jako jeden z Soboru Świętych Nowomęczenników i Wyznawców Rosyjskich.